# ジェームス・ラスト
ジェームス・ラスト（James Last、1929年4月17日 - 2015年6月9日）は、ドイツ出身の作曲家、ベーシスト、バンドリーダーである。

## 経歴
1929年、本名ハンス・ラースト（Hans Last）としてドイツ・ブレーメンにて生まれる。第二次世界大戦中にドイツ国防軍の軍楽学校で音楽を学んだ。
1948年にラスト＝ベッカー・アンサンブルのリーダーとなり、作曲家としても活動し始める。また北西ドイツ放送NWDRに所属しベーシストとしても活躍、ドイツで最も早くエレクトリック・ベースを採用した1人でもある。
1960年代には自身の名を冠した楽団を結成、その明るく軽快なサウンドから「ハッピー・サウンド」と呼ばれ大成功を博し、その後のドイツ語圏のインストゥルメンタル・ポップ音楽にも多大な影響を及ぼした。
1965年、アルバム「ノン・ストップ・ダンシング '65」を国際市場に出す際に芸名としてジェームス・ラストを採用、この名はすぐに定着することとなり、一方本名のハンスは彼の愛称「ハンジ」として残ることとなる。
生涯のキャリアにおいて200枚以上ものアルバムを発表し、ベルト・ケンプフェルトと並ぶドイツを代表するポップス・ビッグバンドとして人気を博し、ケンプフェルト没後はジャーマン・ポップス・ビッグバンドの頂点に立った。ドイツ国内外において合計17枚のプラチナレコード、さらに208枚ものゴールドレコードを記録している。
1968年には契約していたポリドール・レコードの提案で日本向けに「世界は二人のために」をタイトル曲に、日本のポップス・歌謡曲のカバーアルバムを発売している。
1977年にはルーマニアのパンフルート奏者、ゲオルゲ・ザンフィルのために『ロマーナの祈り（Einsamer Hirte / The Lonely Shepherd：和訳：孤独な羊飼い）』を作曲してヒットに導いた。
アルバム『セダクション（The Seduction）』収録の『バイブレーションズ（Vibrations）』は、日本のテレビ番組『プロ野球ニュース』のコーナー「今日のホームラン」のBGMに使用されている。
2012年にドイツ音楽作家賞生涯功労賞を受賞した。

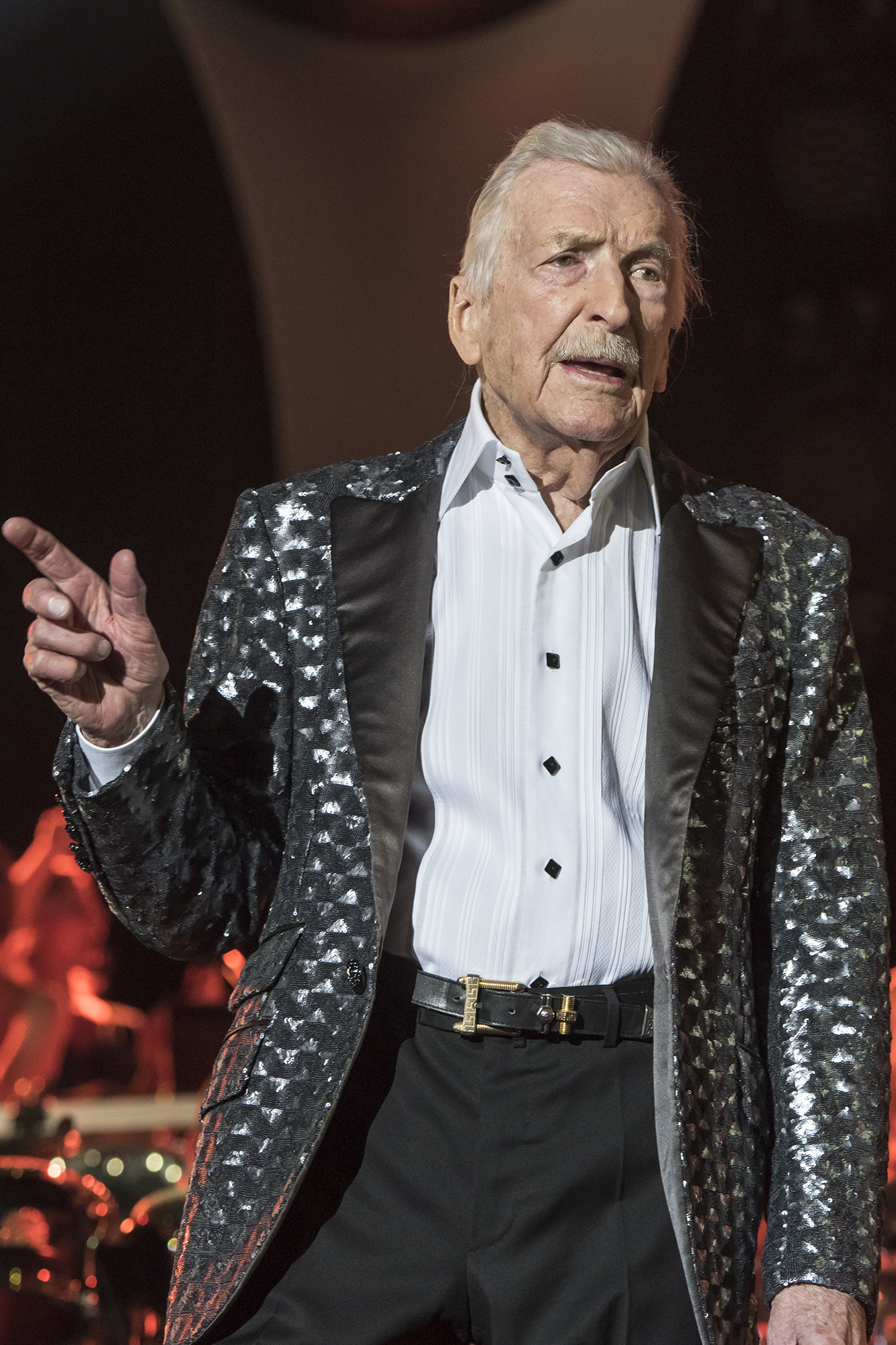
死の2か月前、最後の舞台上にて（2015年4月）

「命に関わる病気」が悪化したことを2014年9月に公表し、翌2015年3月22日から4月26日までドイツ国内におけるファイナルツアーを敢行、その後イギリスで行う予定だった引退ツアーの開始を待たず、6月9日、86歳で死去した。

## 作品
バンドリーダーを務めると同時にソングライターとしての側面もあり、欧米でも数多くのヒット作を放った。
- ウエイン・ニュートン「Games That Lovers Play」[6] - 全米86位（1966年）
- ジャック・ジョーンズ「Now I Know」[7] - 全米73位（1967年）
- エド・エームス「When the Snow Is on the Roses」[8] - 全米98位（1967年）
- アンディ・ウィリアムス
  - 「Happy Heart」[9] - 全米22位（1969年）
  - 「Music From Across The Way（悲しみは空の彼方に）」[10] - イージー・リスニング・チャート30位（1972年）
- エルヴィス・プレスリー
  - 「Fool」[11] - イージー・リスニング・チャート12位（1973年）